# 2. Basketball-Bundesliga 2005/06
Die Saison 2005/06 ist die 31. Spielzeit der 2. Basketball-Bundesliga. Die reguläre Saison begann am 1. Oktober 2005 und endete am 29. April 2006.

## Modus
Die Liga war vor Saisonbeginn in zwei Staffeln (Nord und Süd) von jeweils sechzehn Mannschaften aufgeteilt. Die Saison wurde in der jeweiligen Staffel im Rundenturnier-Modus „Jeder gegen Jeden“ mit Hin- und Rückspiel gespielt. Die Meister der beiden Staffeln stiegen in die Basketball-Bundesliga 2006/07 auf, während die beiden jeweils schlechtesten Mannschaften der Abschlusstabelle in die jeweiligen Regionalligen abstiegen.

## Saisonnotizen
- Absteiger aus der Basketball-Bundesliga 2004/05 war der TSK Würzburg, der als Mainfranken Basket in der Gruppe Süd startete. Union Baskets Schwelm als zweiter Absteiger zog seine professionelle Mannschaft vom Spielbetrieb zurück, so dass Schalke 04 als sportlicher Absteiger der Vorjahressaison in der Gruppe Nord die Klasse halten konnte.
- Aufsteiger aus den Regionalligen waren in der Gruppe Nord die Hertener Löwen und der Mitteldeutsche BC sowie in der Gruppe Süd der MTV Stuttgart und die COOCOON Baskets Weiden.
- Meister der 2. Basketball-Bundesliga wurden am Saisonende: Schröno Paderborn Baskets (Nord) und ratiopharm Ulm (Süd).
- Während Südmeister ratiopharm Ulm nach nur einer Saisonniederlage beim BV Chemnitz 99 aufsteigt, gelingt Nordmeister Schröno Paderborn Baskets eine perfekte Season, wie es auch in der Gruppe Nord schon dem TSV Quakenbrück in der 2. Basketball-Bundesliga 2002/03 gelungen war. Die Paderborner nehmen für sich in Anspruch, saisonübergreifend 50 Siege in Folge erzielt zu haben, und waren seit dem 3. Dezember 2004 in der zweiten Liga ungeschlagen.[1]
- Der finanziell angeschlagene Erstliga-Absteiger Mainfranken Basket wird nach nur einem Saisonsieg am viertletzten Spieltag über den TV Langen in die Regionalliga durchgereicht.
- Nach Unstimmigkeiten hinsichtlich zukünftiger Aufstiegsregelungen in die erste Liga BBL[2] beschließen die Liga-Organisationen von BBL und 2. BBL gemeinsame Gespräche, die später in die Einführung einer eingleisigen 2. Basketball-Bundesliga ab 2007 münden sollten.[3]

## Nord

### Tabelle
|  | = Aufsteiger |
|  | = Absteiger  |

| \| # \| Team \| Siege \| Niederlagen \| Punkte \| Körbe \| \| -- \| ----------------------------------- \| ----- \| ----------- \| ------ \| --------- \| \| 1 \| Schröno Paderborn Baskets \| 30 \| 0 \| 60:00 \| 2681:2060 \| \| 2 \| Mitteldeutscher Basketball Club (N) \| 24 \| 6 \| 48:12 \| 2621:2359 \| \| 3 \| Düsseldorf Magics \| 20 \| 10 \| 40:20 \| 2347:2226 \| \| 4 \| Phoenix Hagen \| 18 \| 12 \| 36:24 \| 2651:2561 \| \| 5 \| Hertener Löwen (N) \| 18 \| 12 \| 36:24 \| 2325:2314 \| \| 6 \| SOBA Dragons Rhöndorf \| 16 \| 14 \| 32:28 \| 2402:2289 \| \| 7 \| BG 74 Göttingen \| 15 \| 15 \| 30:30 \| 2697:2606 \| \| 8 \| Cuxhaven BasCats \| 15 \| 15 \| 28:32 \| 2509:2537 \| \| 9 \| SG Braunschweig \| 14 \| 16 \| 28:32 \| 2429:2456 \| \| 10 \| Schalke 04 \| 13 \| 17 \| 26:34 \| 2496:2527 \| \| 11 \| Wolfenbüttel Dukes \| 13 \| 17 \| 26:34 \| 2419:2566 \| \| 12 \| Elephants Grevenbroich \| 12 \| 18 \| 24:36 \| 2496:2644 \| \| 13 \| NVV Lions Mönchengladbach \| 11 \| 19 \| 22:38 \| 2502:2633 \| \| 14 \| Bremen Roosters \| 8 \| 22 \| 16:44 \| 2355:2515 \| \| 15 \| C>>Press Iserlohn1 \| 7 \| 23 \| 14:46 \| 2406:2716 \| \| 16 \| ETB SW Essen \| 6 \| 24 \| 12:48 \| 2323:2650 \| |                                     |       |             |        |           |
| # | Team                                | Siege | Niederlagen | Punkte | Körbe     |
| 1 | Schröno Paderborn Baskets           | 30    | 0           | 60:00  | 2681:2060 |
| 2 | Mitteldeutscher Basketball Club (N) | 24    | 6           | 48:12  | 2621:2359 |
| 3 | Düsseldorf Magics                   | 20    | 10          | 40:20  | 2347:2226 |
| 4 | Phoenix Hagen                       | 18    | 12          | 36:24  | 2651:2561 |
| 5 | Hertener Löwen (N)                  | 18    | 12          | 36:24  | 2325:2314 |
| 6 | SOBA Dragons Rhöndorf               | 16    | 14          | 32:28  | 2402:2289 |
| 7 | BG 74 Göttingen                     | 15    | 15          | 30:30  | 2697:2606 |
| 8 | Cuxhaven BasCats                    | 15    | 15          | 28:32  | 2509:2537 |
| 9 | SG Braunschweig                     | 14    | 16          | 28:32  | 2429:2456 |
| 10 | Schalke 04                          | 13    | 17          | 26:34  | 2496:2527 |
| 11 | Wolfenbüttel Dukes                  | 13    | 17          | 26:34  | 2419:2566 |
| 12 | Elephants Grevenbroich              | 12    | 18          | 24:36  | 2496:2644 |
| 13 | NVV Lions Mönchengladbach           | 11    | 19          | 22:38  | 2502:2633 |
| 14 | Bremen Roosters                     | 8     | 22          | 16:44  | 2355:2515 |
| 15 | C>>Press Iserlohn1                  | 7     | 23          | 14:46  | 2406:2716 |
| 16 | ETB SW Essen                        | 6     | 24          | 12:48  | 2323:2650 |

1Da die erste Bundesliga auf 18 Mannschaften erweitert wurde und es keinen Absteiger gab, konnte Iserlohn die Klasse halten.

## Süd

### Tabelle
|  | = Aufsteiger |
|  | = Absteiger  |

| \| # \| Team \| Siege \| Niederlagen \| Punkte \| Körbe \| \| -- \| ----------------------------- \| ----- \| ----------- \| ------ \| --------- \| \| 1 \| ratiopharm Ulm \| 29 \| 1 \| 58–02 \| 2875:2225 \| \| 2 \| erdgas baskets Jena \| 25 \| 5 \| 50–10 \| 2605:2119 \| \| 3 \| BV Chemnitz 99 \| 24 \| 6 \| 48–12 \| 2644:2296 \| \| 4 \| 1. FC Kaiserslautern \| 19 \| 11 \| 38–22 \| 2586:2459 \| \| 5 \| TV 1862 Langen \| 17 \| 13 \| 34–26 \| 2699:2610 \| \| 6 \| BBC Bayreuth \| 17 \| 13 \| 34–26 \| 2562:2420 \| \| 7 \| USC Heidelberg \| 15 \| 15 \| 30–30 \| 2362:2288 \| \| 8 \| TSV 1861 Nördlingen \| 14 \| 16 \| 28–32 \| 2522:2593 \| \| 9 \| erdgas Ehingen/Urspringschule \| 14 \| 16 \| 28–32 \| 2542:2561 \| \| 10 \| MTV Stuttgart (N) \| 13 \| 17 \| 26–34 \| 2385:2401 \| \| 11 \| USC Freiburg \| 13 \| 17 \| 26–34 \| 2255:2417 \| \| 12 \| Crailsheim Merlins \| 12 \| 18 \| 24–36 \| 2482:2566 \| \| 13 \| TV 1860 Lich \| 11 \| 19 \| 22–38 \| 2531:2649 \| \| 14 \| TSV Tröster Breitengüßbach \| 9 \| 21 \| 18–42 \| 2504:2608 \| \| 15 \| COOCOON Baskets Weiden2 (N) \| 7 \| 23 \| 14–46 \| 2224:2669 \| \| 16 \| USC Mainfranken Baskets (A) \| 1 \| 29 \| 02–58 \| 1941:2838 \| |                               |       |             |        |           |
| # | Team                          | Siege | Niederlagen | Punkte | Körbe     |
| 1 | ratiopharm Ulm                | 29    | 1           | 58–02  | 2875:2225 |
| 2 | erdgas baskets Jena           | 25    | 5           | 50–10  | 2605:2119 |
| 3 | BV Chemnitz 99                | 24    | 6           | 48–12  | 2644:2296 |
| 4 | 1. FC Kaiserslautern          | 19    | 11          | 38–22  | 2586:2459 |
| 5 | TV 1862 Langen                | 17    | 13          | 34–26  | 2699:2610 |
| 6 | BBC Bayreuth                  | 17    | 13          | 34–26  | 2562:2420 |
| 7 | USC Heidelberg                | 15    | 15          | 30–30  | 2362:2288 |
| 8 | TSV 1861 Nördlingen           | 14    | 16          | 28–32  | 2522:2593 |
| 9 | erdgas Ehingen/Urspringschule | 14    | 16          | 28–32  | 2542:2561 |
| 10 | MTV Stuttgart (N)             | 13    | 17          | 26–34  | 2385:2401 |
| 11 | USC Freiburg                  | 13    | 17          | 26–34  | 2255:2417 |
| 12 | Crailsheim Merlins            | 12    | 18          | 24–36  | 2482:2566 |
| 13 | TV 1860 Lich                  | 11    | 19          | 22–38  | 2531:2649 |
| 14 | TSV Tröster Breitengüßbach    | 9     | 21          | 18–42  | 2504:2608 |
| 15 | COOCOON Baskets Weiden2 (N)   | 7     | 23          | 14–46  | 2224:2669 |
| 16 | USC Mainfranken Baskets (A)   | 1     | 29          | 02–58  | 1941:2838 |

2Die COOCOON Baskets Weiden mussten aus finanziellen Gründen ihren Lizenzantrag für die darauffolgende Spielzeit zurückziehen und profitierten daher nicht von der Aufstockung der ersten Bundesliga.